# Халовські Колиби
Ха́ловські Коли́би (болг. Халовски колиби) — село у Видинській області Болгарії. Входить до складу общини Бойниця.

## Населення
За даними перепису населення 2011 року у селі проживали 0 осіб.
Динаміка населення: